# Henry W. Keyes

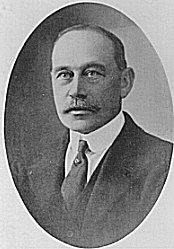
Henry Wilder Keyes

Henry Wilder Keyes, född 23 maj 1863 i Newbury, Vermont, död 19 juni 1938 i Haverhill, New Hampshire, var en amerikansk republikansk politiker. Han var guvernör i delstaten New Hampshire 1917-1919. Han representerade New Hampshire i USA:s senat 1919-1937. Han var gift med författaren Frances Parkinson Keyes.
Keyes studerade först vid New Hampshire College och fortsatte sedan studierna vid Dartmouth College. Han avlade 1887 sin kandidatexamen vid Harvard University. Han var verksam som jordbrukare i New Hampshire. Han gifte sig i juni 1904. Han var 41 och hustrun Frances fyllde 19 år i juli 1904. Paret fick tre söner.
Keyes efterträdde 1917 Rolland H. Spaulding som guvernör. Han efterträddes två år senare av John H. Bartlett.
Keyes besegrade demokraten Eugene Elliott Reed i senatsvalet 1918. Han omvaldes 1924 och 1930. Han efterträddes 1937 som senator av Styles Bridges.
Keyes var anglikan och frimurare. Han gravsattes på Oxbow Cemetery i Newbury, Vermont.